# 宜黄县
宜黄县是中華人民共和国江西省抚州市所辖的一个县、地處江西省中部偏東、撫州市南部，東與南城縣、南豐縣相鄰，南與寧都縣接壤，西與樂安縣、崇仁縣毗鄰，北與臨川區相連，因縣治設於宜水、黃水匯合處而得名。縣人民政府駐凤冈镇。

## 历史沿革
三国吴太平二年（公元257），析临汝建宜黄县。属临川郡。隋开皇九年（公元589），宜黄并入崇仁县。
唐武德五年（公元622），又析崇仁县置宜黄，隶抚州。即武德八年，复并入崇仁。
北宋开宝元年（公元968），南唐析崇仁县置崇贤、仙桂、岱贤三乡宜黄场。崇贤1马停桥，崇贤2，崇贤3，崇贤4鹿港，崇贤5蓝水，崇贤6，崇贤7東港，等。仙1曹山寺，仙2梅源，仙3，仙4大鹿，仙5大河，仙6君山，仙7棠阴，仙8大蓝，仙9圳口，仙10麻坑，仙11并入10都，仙12神岗，仙13党口，仙14并入13
开宝三年（公元970）升场为县，隶抚州。  
1949年后，宜黄隶属抚州地区。2000年7月10日抚州地区改为市，宜黄隶属抚州市。

## 行政区划
宜黄县下辖8个镇、4个乡：
凤冈镇、棠阴镇、黄陂镇、东陂镇、梨溪镇、二都镇、中港镇、桃陂镇、新丰乡、神岗乡、圳口乡、南源乡、黄柏岭垦殖场、青年垦殖场和宜黄县工业园区。

## 人口
宜黄县常住人口为201127人，男性人口占比51.88%，女性人口占比48.12%，年龄结构中0-14岁占比20.65%，15-59岁占比63.75%，60岁以上占比15.6%，65岁以上占比10.92%。

## 地理
以山地、丘陵为主。
有宜水、黄水、曹水、梨水、蓝水等5条水系。宜水、黄水汇合于县城成宜黄水。

## 交通
- 236国道过境。
- 328省道、 218省道、 303省道

## 经济
以农业为主。
2008年，全县财政总收入1.8656亿元。
根據第七次人口普查數據，截至2020年11月1日零時，宜黃縣常住人口為201127人。

## 风景名胜
- 佛教禅宗曹洞宗祖庭曹山寺
- 太极岩风景区
- 江西省历史文化名镇棠阴镇
- 观音山水库
- 下南水库
- 军峰山，海拔1761米
- 十八排，海拔1370米
- 崇华山，海拔1198米
- 芙蓉山，海拔1176米
- 鱼牙嶂自然保护区

### 历史文化街区
- 北门路历史文化街区
- 南门路历史文化街区